# Banda proibita

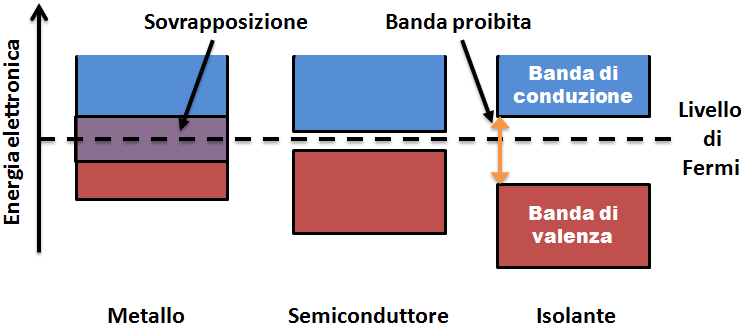
La struttura delle bande di conduzione e di valenza in un metallo, in un semiconduttore e in un isolante. (Per il Livello di Fermi si veda la relativa voce)

La banda proibita o più propriamente intervallo di banda (in inglese band gap) di un isolante o di un semiconduttore è l'intervallo di energia interdetto agli elettroni.
Ovvero, in un isolante (o semiconduttore non drogato), non può esistere un elettrone, in uno stato stazionario, che abbia un'energia compresa tra gli estremi nella banda proibita. Generalmente la banda permessa di energia inferiore si chiama banda di valenza, mentre quella superiore si chiama banda di conduzione.
Il gap energetico tra banda di valenza e conduzione è utilizzato per classificare i materiali in merito alle caratteristiche elettroniche: si considerano conduttori quelli che esibiscono bande sovrapposte o con un piccolissimo gap, mentre sono definiti isolanti quelli che presentano un'ampia zona interdetta. A metà strada si collocano i semiconduttori, simili agli isolanti, ma con una banda interdetta relativamente poco ampia.
Nella banda proibita avvengono i processi di ricombinazione elettrone - lacuna. Il procedimento attraverso cui si modificano le posizioni fisiche e le interazioni energetiche di elettroni e lacune viene chiamato band-gap engineering. 
Il silicio non drogato ha una banda proibita di circa 1,12 eV a temperatura ambiente.

## Banda proibita in alcuni materiali
| Materiale                          | Simbolo | Banda proibita (eV) a 300 K |
| ---------------------------------- | ------- | --------------------------- |
| Silicio                            | Si      | 1,45                        |
| Carburo di silicio                 | SiC     | 2,86                        |
| Fosfuro di alluminio               | AlP     | 2,45                        |
| Arseniuro di alluminio             | AlAs    | 2,16                        |
| Antimoniuro di alluminio           | AlSb    | 1,6                         |
| Nitruro di alluminio               | AlN     | 6,3                         |
| Diamante                           | C       | 5,5                         |
| Fosfuro di gallio (III)            | GaP     | 2,26                        |
| Arseniuro di gallio                | GaAs    | 1,43                        |
| Nitruro di gallio                  | GaN     | 3,4                         |
| Solfuro di gallio (II)             | GaS     | 2,5 (a 295 K)               |
| Antimoniuro di gallio              | GaSb    | 0,7                         |
| Germanio                           | Ge      | 0,66                        |
| Fosfuro di indio                   | InP     | 1,35                        |
| Arseniuro di indio (III)           | InAs    | 0,36                        |
| Solfuro di zinco (forma cubica)    | ZnS     | 3,54                        |
| Solfuro di zinco (forma esagonale) | ZnS     | 3,91                        |
| Seleniuro di zinco                 | ZnSe    | 2,7                         |
| Tellururo di zinco                 | ZnTe    | 2,25                        |
| Solfuro di cadmio                  | CdS     | 2,42                        |
| Seleniuro di cadmio                | CdSe    | 1,70                        |
| Tellururo di cadmio                | CdTe    | 1,58                        |
| Solfuro di piombo                  | PbS     | 0,37                        |
| Seleniuro di piombo (II)           | PbSe    | 0,27                        |
| Tellururo di piombo (II)           | PbTe    | 0,29                        |

## Dipendenza dell'ampiezza della banda proibita dal drogaggio
L'ampiezza della banda proibita è debolmente dipendente dalla concentrazione di atomi droganti nel semiconduttore estrinseco. Nella struttura a bande il drogaggio di tipo p o di tipo n si limita a traslare rigidamente le bande di conduzione e di valenza lungo l'asse delle energie verso l'alto o verso il basso, rispettivamente.
La relazione che lega la variazione di {\displaystyle E_{g}} con la concentrazione di atomi droganti {\displaystyle N} è:
{\displaystyle \Delta E_{g}={-3q^{2} \over 16\pi \varepsilon _{s}}\cdot {\sqrt {q^{2}N \over \varepsilon _{s}kT}}}
dove
{\displaystyle q} è la carica elementare, {\displaystyle T} è la temperatura in kelvin, {\displaystyle k} è la costante di Boltzmann, {\displaystyle N} la concentrazione dei droganti {\displaystyle \varepsilon _{s}} la costante dielettrica del semiconduttore.
Prendiamo come esempio il silicio. Concentrazioni tipiche dei droganti sono{\displaystyle N\approx 10^{13}-10^{18}} (oltre questa concentrazione si ottiene silicio degenere). La costante dielettrica è {\displaystyle \varepsilon _{s}\approx 1,03594\cdot 10^{-10}{F \over m}}
Inserendo i questi valori nella formula di {\displaystyle \Delta E_{g}} si ottiene:
{\displaystyle \Delta E_{g}=-1,90\cdot 10^{-11}{\sqrt {N}}}
per {\displaystyle N=10^{13}\rightarrow \Delta E_{g}=-6\cdot 10^{-5}eV}
per {\displaystyle N=10^{18}\rightarrow \Delta E_{g}=0,016eV} appena apprezzabile ricordando che l'ampiezza della banda proibita del silicio è di {\displaystyle 1,12eV}
Si nota chiaramente che per concentrazioni tipiche dei droganti la variazione dell'ampiezza della banda proibita è trascurabile. Questo causa una importante limitazione nell'ingegnerizzazione delle bande di energia di una omogiunzione. L'offset fra le bande ai due lati della giunzione è lo stesso sia per la banda di valenza sia per quella di conduzione. Questa limitazione si perde nel caso delle eterogiunzioni che permettono di regolare con una certa arbitrarietà le discontinuità rispettivamente fra le bande di valenza e le bande di conduzione.